# Katja Malikowa
Katja Malikowa (ukrainisch Катя Малікова, eng. Katya Malikova, * 4. Juli 1994) ist eine ehemalige ukrainische Tennisspielerin und Tennistrainerin.

## Karriere
Malikowa spielte überwiegend Turniere auf der ITF Women’s World Tennis Tour, wo sie aber keinen Titel gewinnen konnte.
2015 erreichte sie mit ihrer Partnerin Varvara Kuznetsova im Juli das Finale des mit 10.000 US-Dollar dotierten ITF-Turniers in Scharm asch-Schaich, das die beiden mit 3:6, 6:4 und [7:10] gegen Shweta Chandra Rana und Ola Abou Zekry verloren.
2016 erreichte sie im Juni mit Anhelina Schachrajtschuk das Finale des ITF-Turniers in Baku, das die beiden mit 2:6 und 3:6 gegen Kamila Kerimbajewa und Stefanie Tan verloren.
Im April 2019 erreichte sie mit Partnerin Júlia Konishi Camargo Silva das Finale des W15 in Kairo, das die beiden mit 3:6 und 1:6 gegen Melanie Klaffner und Despina Papamichail verloren.